# Люблинский переулок (Санкт-Петербург)
Лю́блинский переу́лок — переулок в Адмиралтейском районе Санкт-Петербурга. Проходит от Прядильного переулка до Английского проспекта.

## История
Первоначальное название — Глухо́й переулок — известно с 1798 года. В середине XIX века появляется вариант Новооткрытый переулок. По-видимому, он был связан с пробивкой переулка до Прядильного и созданием сквозного проезда.
14 июля 1859 года переулку присвоили имя Люблинский, в честь польского города Люблин, входившего в то время в состав Российской империи.

## Примечательные здания и сооружения

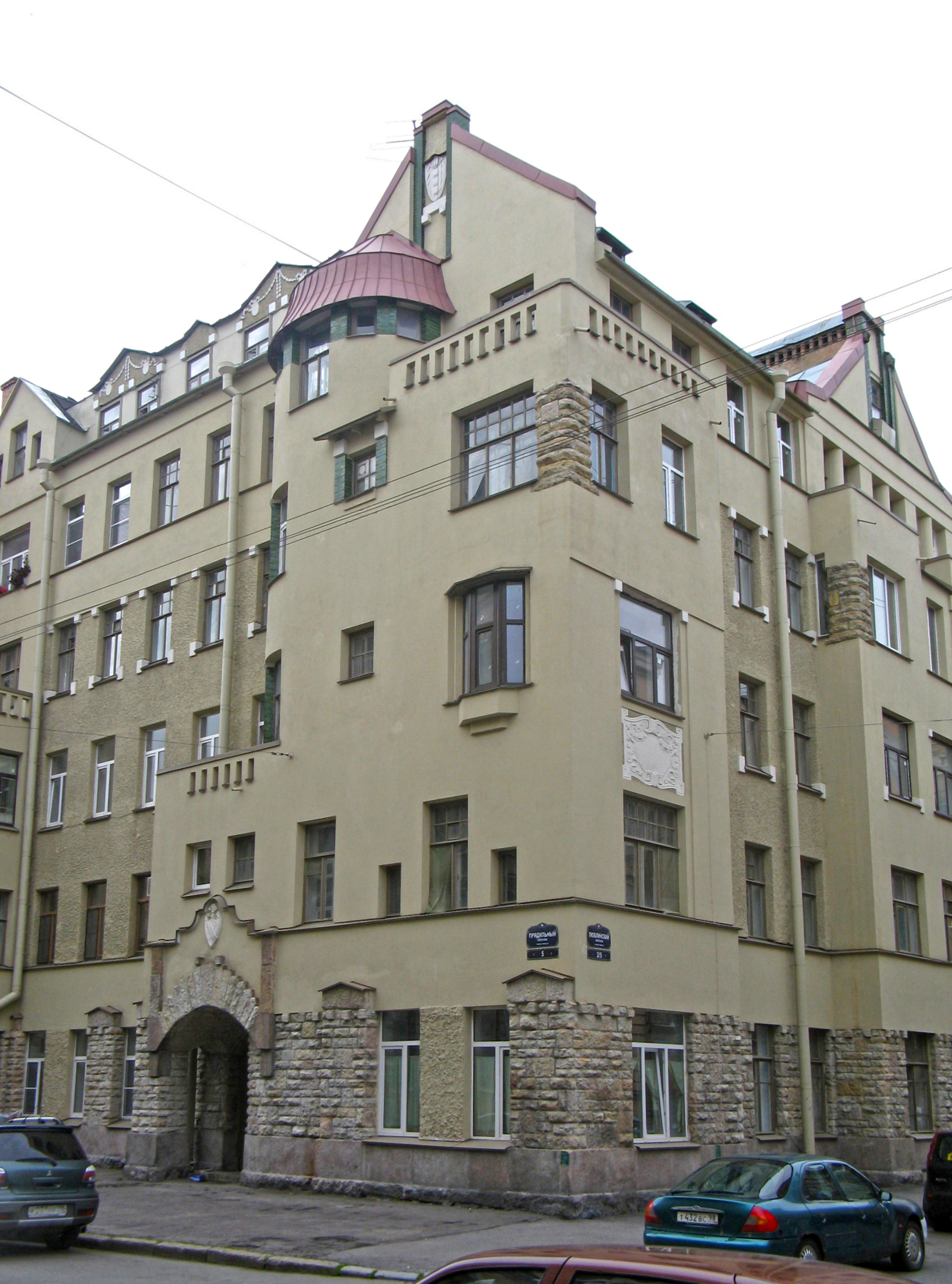
Доходный дом Е. А. Рыбиной

- Дом 2 (угловой с домом 5 по Прядильному переулку) — доходный дом Е. А. Рыбиной, построенный в 1908 году по проекту А. Л. Лишневского.  791410028470005
- Дом 3 — доходный дом (1906 г. архитектор М. И. фон Вилькен)
- Дом 4 — доходный дом (1911, архитектор Н. П. Басин).